# 中国新民党
中国新民党（ちゅうごくしんみんとう）は中華人民共和国の政党。2007年12月に設立が宣言されたが民政部に政党登録していない中国の「非合法」政党である。元南京師範大学文学部副教授の郭泉（英語：Guo Quan）が党首。
郭泉によれば、党名候補として「嘆願者党」や「民生党」が上がっていたが、これらは政治課題を掲げた政党らしくないとの理由で退けられた。

## 党首・郭泉の略歴
1968年、南京市生まれ。1996年、南京大学社会学部卒。南京市中級人民法院で刑事事件担当裁判官。南京師範大文学部副教授となったが、2007年、党首就任により資料室勤務に異動。中華人民共和国民政部に政党登録している衛星政党「中国民主同盟」からも除名された。中国の怒れる青年層「憤青」の一人。